# D'r kan nog meer bij
D'r kan nog meer bij was een Nederlands kinderprogramma van de Evangelische Omroep, dat van 1983 tot en met 1989 werd uitgezonden.
Mede door de creativiteit van poppenspeler Aad Peters en vertelster Marja Hofstee werd het een succes. Met een sketch, een liedje, een poppenkastvoorstelling en een Bijbelverhaal wordt een thema uitgebeeld. Peters brengt een bonte stoet van poppen met creatieve namen tot leven, zoals Beertje Weetikniet, Sproetje, Mol Mineur en Bontje Blauw.
Er zijn twee lp's op de markt verschenen met verhalen en liedjes van Harry Govers, die destijds regelmatig muziek voor de programma's van de EO schreef. GMI kwam met een release op compact disc eind jaren 90. Ook is er een tweetal dvd's door de EO uitgebracht.

## Varia
- Het in christelijke kringen zeer bekende kinderlied "Is je deur nog op slot?" is afkomstig van een van de lp's van dit programma.
- Marja Hofstee had na D'r kan nog meer bij ook succes met het programma Ik ben Benjamin Ben.

## Bron
- Waar keek jij vroeger naar?